# 黄荆乡 (邵阳县)
黄荆乡，是中华人民共和国湖南省邵陽市邵阳县下辖的一个乡镇级行政单位。

## 行政区划
黄荆乡下辖以下地区：
四塘村、雄塘村、高龙村、仁和村、付家村、石塘村、腊树村、青山村、长乡村、毛铺村、白马村、金珠村、大坪村、响石村、大付村、田庄村和南山村。

## 無媽鄉事件
由於本鄉的人口拐賣及家庭暴力嚴峻，加上非常貧窮，導致大量婦女不顧她們的孩子而離開，很多學童沒有母親、失去母親，被傳媒稱為「無媽鄉」或「無媽村」。